# Egyptens tjugofemte dynasti
Egyptens tjugofemte dynasti, även benämnd nubiska dynastin och kushitiska kungadömet, varade omkring 770–657 f.Kr. Dynastin räknas oftast till den Tredje mellantiden i det forntida Egypten. Faraonerna av den tjugofemte dynastin kom från Nubien och var samtida med den tjugoandra, tjugotredje och tjugofjärde dynastin. De erövrade Egypten från dessa härskare under slutet av 700-talet f.Kr. och kom därefter i konflikt med assyrierna. Den sista nubiska härskaren av den tjugofemte dynastin fördrevs från Egypten 657 f.Kr. men dynastin levde vidare i Nubien som rivaler till Egyptens tjugosjätte dynasti. 
Nubierna hade tillägnat sig egyptisk kultur sedan årtusenden och dyrkade guden Amon. I Karnak hann farao Taharka genomföra det första stora byggnadsprojektet på århundraden.